# قنيبرة
القنيبرة جنس نباتي ينتمي إلى الفصيلة الصليبية ويضم نوعاً واحدا مقبولا ونوعين لم يحسم أمرهما بعد.

## من أنواعهاالواطنةفيالوطن العربي
- القنيبرة الحادة (باللاتينية: Cardaria draba) في بلاد الشام ومصر والمغرب العربي ومعظم مناطق أوروبا وبعض مناطق القوقاز ومرتفعات إیران، ويتبعها نويع:

- القنيبرة الحادة نويع الحادة (باللاتينية: Cardaria draba subsp. draba) في بلاد الشام ومصر والمغرب العربي ومعظم مناطق أوروبا وبعض مناطق القوقاز

- القنيبرة الحلبية (باللاتينية: Cardaria chalepensis) أو القنيبرة الحادة نويع الحلبية (باللاتينية: Cardaria draba subsp. chalepensis) في بلاد الشام وسيناء وبعض مناطق القوقاز